# 宮城県気仙沼向洋高等学校
宮城県気仙沼向洋高等学校（みやぎけん けせんぬまこうようこうとうがっこう）は、宮城県気仙沼市長磯牧通にある県立高等学校。
もともと水産系高校として発足した学校のため、現在も年1回（基本的に10月頃）の長期航海があり、宮城県教育委員会の実習船「宮城丸」を用いてハワイまでの往復航海を行う。なお学科によっては宮城県水産高等学校との合同実習となる場合がある。

## 歴史
- 1901年

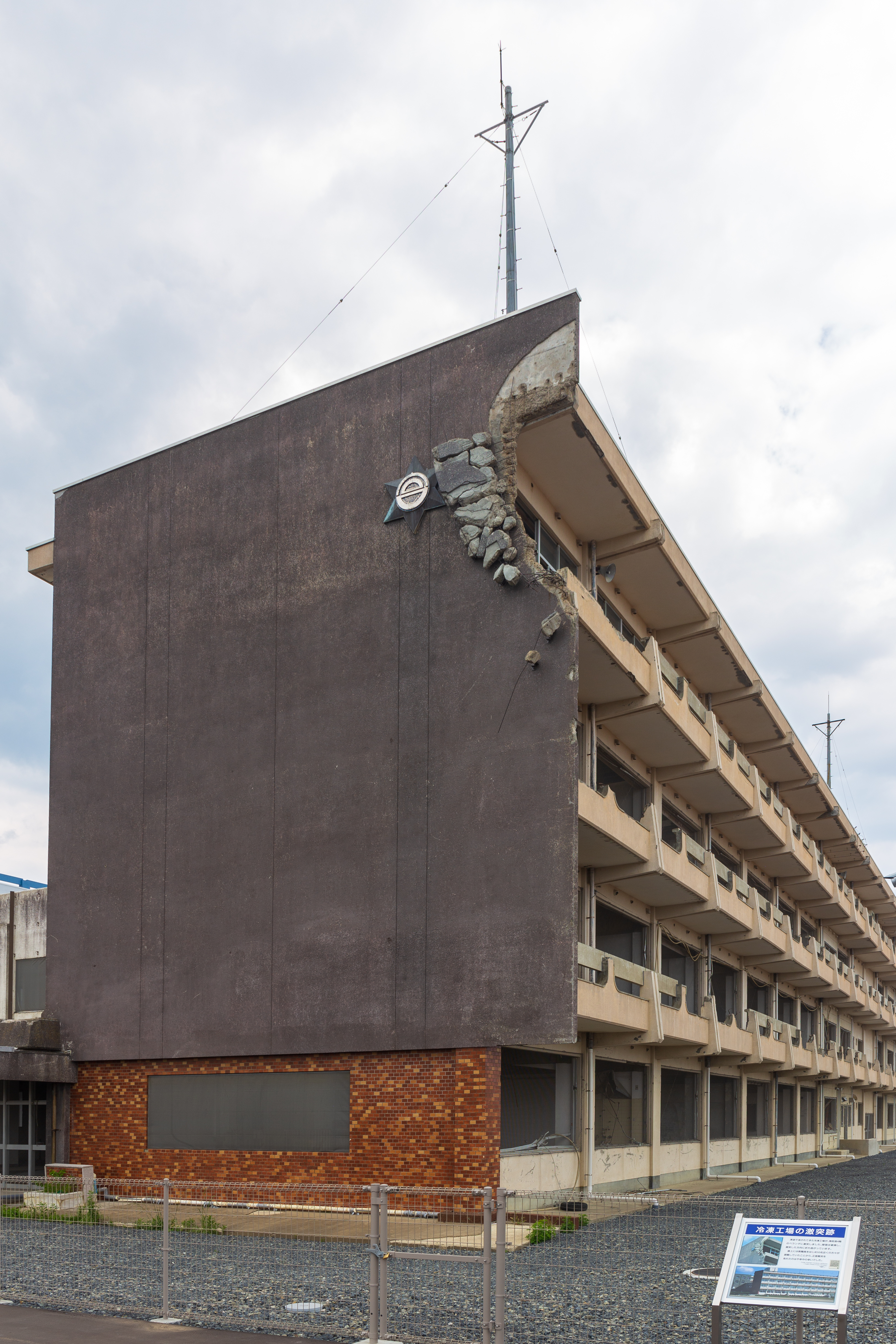
震災で被災した校舎

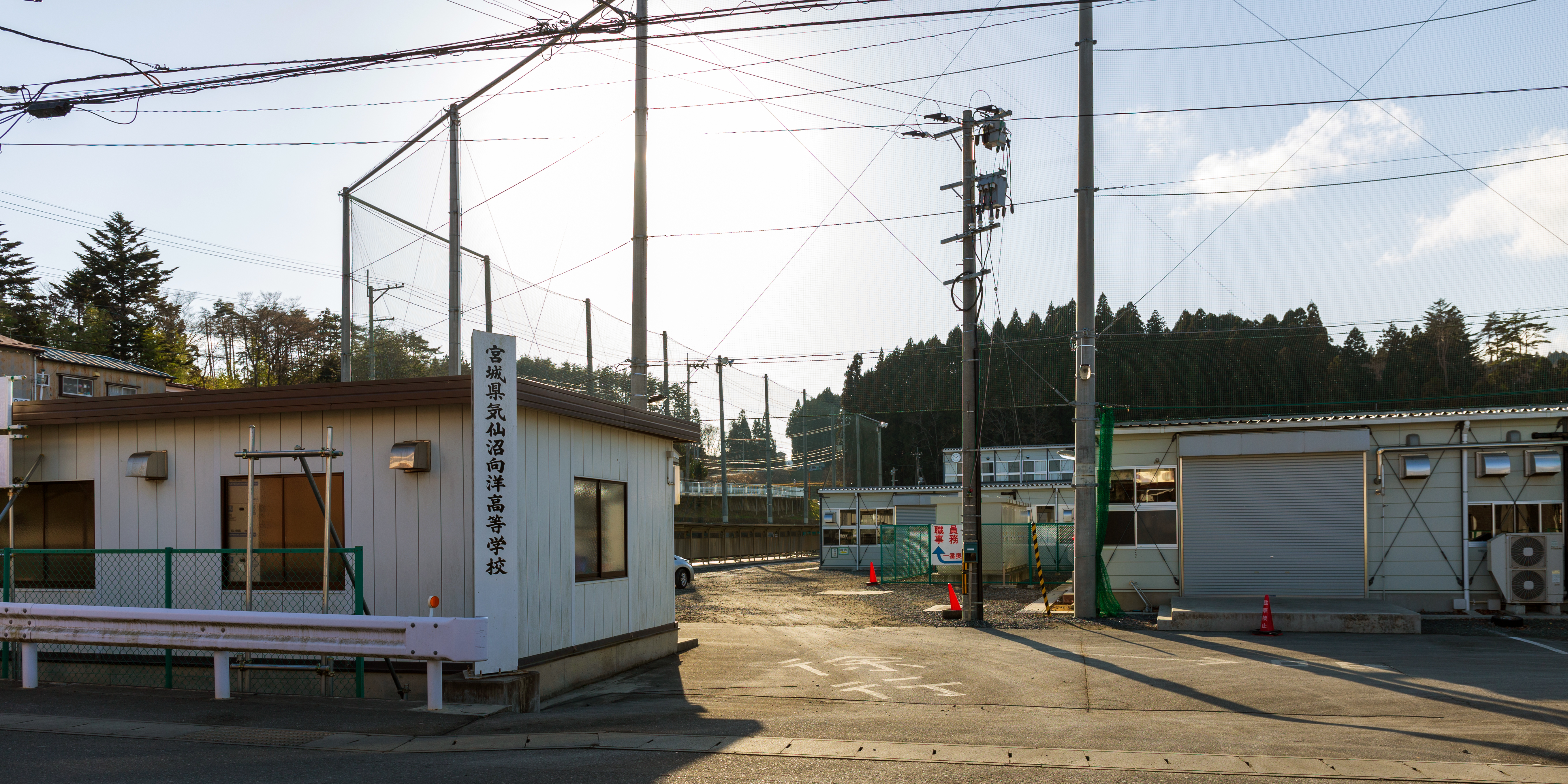
震災後の仮設校舎（2017年）

  - 2月 - 気仙沼町立水産補習学校の設置を決議。
  - 4月 - 開校。
- 1902年4月 - 郡立本吉水産学校に昇格。
- 1921年3月 - 県立水産講習所として県に移管。
- 1927年3月 - 宮城県水産試験場気仙沼分場講習部に改組。
- 1942年1月 - 宮城県水産講習所に改組。
- 1945年4月 - 県立宮城県気仙沼水産学校となる。
- 1948年4月 - 宮城県気仙沼水産高等学校に昇格。
- 1977年4月 - 波路上地区に校舎を移転。
- 1994年4月 - 宮城県気仙沼向洋高等学校に校名変更。
- 2011年
  - 3月11日 - 東北地方太平洋沖地震（東日本大震災）により被災。
  - 11月 - 気仙沼高校の第二グラウンドに建設した仮設校舎（気仙沼市九条213-3）にて授業開始。
- 2015年 - 複数の生徒が校内で女子生徒を盗撮していた不祥事が判明。関わった生徒の中に硬式野球部員がおり、さらに同部員の1人が飲酒・喫煙していたことも発覚したため、部は同年の第97回全国高等学校野球選手権宮城大会出場を辞退。
- 2016年 - 被災した旧校舎を震災遺構として保存する方針が決定[1]。
- 2018年8月 - 長磯牧通地区に校舎を新築移転[2]。
- 2019年3月10日 - 旧校舎が「気仙沼市東日本大震災遺構・伝承館」として公開[3]。

### 東日本大震災
2011年の東日本大震災では、校舎が4階まで津波で水没するなどの大きな被害を受けたが、校内にいた生徒・教職員らは全員無事だった。
2017年2月、校舎を破損したままの状態で震災遺構として保存するために、建築基準の適応外とする震災遺構保存条例案が市議会に提出された。保全される校舎は当初南校舎だけであったが、2018年2月には北校舎も追加で保全されることになった。2019年3月10日から「気仙沼市東日本大震災遺構・伝承館」として一般公開された。

## 設置学科
- 情報海洋科
  - 海洋類型
  - 情報電子類型
- 産業経済科
  - 食品開発類型
  - 食品ビジネス類型
- 機械技術科
  - 機械システム類型
  - エンジンシステム類型
- 専攻科
  - 漁業科
  - 無線科

## 部活動
- 運動部
  - 柔道部、相撲部、ラグビー部、硬式野球部、卓球部、ヨット部、男子バスケットボール部、女子バスケットボール部、男子バレーボール部、女子バレーボール部、バドミントン部、テニス部
- 文化部
  - 写真部、ハイテク部、VFC同好会、電波研究会、軽音楽部

## 交通
- JR東日本気仙沼線BRT陸前階上駅下車徒歩8分

※波路上旧校舎は陸前階上駅下車徒歩20分

## 出身者
- 水上不二 - 児童文学作家
- 畠山重篤 - 養殖漁業家、京都大学・社会連携教授、著述家
- 塩田蔵人 - ラグビー選手